# Liệu pháp hormon
Liệu pháp hormon (tiếng Anh: Hormone therapy, viết tắt HT) sử dụng một hoặc nhiều kích thích tố nữ, thường estrogen và progestin và đôi khi là testosterone, để điều trị các triệu chứng của thời kỳ mãn kinh.

Các triệu chứng của thời kỳ mãn kinh bao gồm nóng bừng, khô âm đạo, thay đổi tâm trạng, rối loạn giấc ngủ, và giảm ham muốn tình dục. 

## Lợi ích
Sử dụng liệu pháp hormon giúp giảm các triệu chứng sau:

• Nóng bừng

• Đổ mồ hôi đêm

• Khó ngủ

• Khô âm đạo

• Lo lắng

• Cơ thể của người phụ nữ sản xuất ít estrogen trong và sau thời kỳ mãn kinh, có thể ảnh hưởng đến xương. Điều trị nội tiết tố cũng có thể ngăn chặn sự phát triển bệnh loãng xương.

Các nghiên cứu không chỉ rõ rằng liệu pháp hormone giúp cải thiện bệnh tiểu không kiểm soát, bệnh Alzheimer, hoặc mất trí nhớ.

## Các nguy cơ của liệu pháp hormon

### Cục máu đông
Từ lâu các bác sĩ đã biết rằng dùng estrogen làm tăng nguy cơ hình thành cục máu đông. Nói chung, nguy cơ này cao hơn nếu sử dụng thuốc tránh thai chứa liều cao estrogen. Nguy cơ thậm chí còn cao hơn nếu hút thuốc và dùng estrogen. Rủi ro là thấp khi dùng estrogen qua da.

### Ung thư

#### Ung thư vú
Phụ nữ sử dụng liệu pháp estrogen có nguy cơ mắc ung thư vú hơn.

#### Ung thư nội mạc tử cung / tử cung
Nguy cơ ung thư nội mạc tử cung cao gấp năm lần ở những phụ nữ dùng liệu pháp estrogen so với những người không. 

### Bệnh tim mạch

#### Bệnh tim
Estrogen có thể làm tăng nguy cơ bệnh tim ở phụ nữ lớn tuổi, hoặc ở những phụ nữ bắt đầu sử dụng estrogen hơn 10 năm sau khi mãn kinh.
 Estrogen có lẽ là an toàn nhất khi bắt đầu ở phụ nữ dưới 60 tuổi, hoặc trong vòng 10 năm sau khi bắt đầu thời kỳ mãn kinh.

#### Huyết khối tĩnh mạch sâu (DVT hoặc cục máu đông trong tĩnh mạch) và thuyên tắc phổi (PE hoặc cục máu đông trong phổi)
là phổ biến hơn ở phụ nữ dùng estrogen uống, bất kể tuổi tác của họ.

#### Đột quỵ
Phụ nữ dùng estrogen tăng nguy cơ đột quỵ.

### Bệnh sỏi mật
Một số nghiên cứu đã chỉ ra rằng phụ nữ dùng estrogen / progestin điều trị tăng nguy cơ phát triển sỏi mật.

## Tác dụng phụ của hormon
Một số phụ nữ sử dụng liệu pháp hormone có thể bị:

• Đầy hơi

• Đau ngực

• Đau đầu

• Thay đổi tâm trạng

• Buồn nôn

• Giữ nước

Thay đổi liều lượng hoặc hình thức điều trị nội tiết tố có thể giúp giảm các tác dụng phụ.

Một số phụ nữ có chảy máu bất thường khi họ bắt đầu sử dụng liệu pháp hormone. Thay đổi liều thường loại bỏ tác dụng phụ này.

Sử dụng liệu pháp hormon kéo dài dẫn đến nguy cơ ung thư vú cao hơn so với người không dùng. Vì vậy có thể dùng các chế phẩm vừa giúp điều hòa hormon, làm giảm các triệu chứng khó chịu của thời kỳ mãn kinh (hương phụ, đương quy, xuyên khung) vừa giúp phòng ngừa ung thư vú, ngăn cản sự phát triển của ung thư vú (tinh chất hạt lanh, trinh nữ hoàng cung, xuyên bối mẫu, Nhũ ngọc).

## Các dạng sử dụng
Liệu pháp hormon có sẵn dưới các hình thức khác nhau

### Estrogen
• Xịt mũi

• Thuốc viên hay viên nén, dùng đường uống

• Gel bôi da

• Các miếng đắp da, áp dụng cho đùi hoặc vùng bụng

• Kem bôi âm đạo hoặc thuốc viên đặt âm đạo, để giúp đỡ khô và đau khi giao hợp.

• Vòng đặt âm đạo

### Progesterone hay progestin
• Thuốc viên

• Miếng đắp da

• Kem âm đạo

## Chỉ định
Sau đây là những dấu hiệu lâm sàng thường được chỉ định:

• Để giảm các triệu chứng loạn vận mạch

• Để cải thiện triệu chứng niệu sinh dục (điều trị lâu dài là cần thiết)

• Để ngăn ngừa loãng xương

## Chống chỉ định
• Tiền sử ung thư vú

• Tiền sử ung thư nội mạc tử cung

• Bệnh gan

• Tăng triglyceride

• Rối loạn huyết khối tắc mạch

• Chảy máu âm đạo không xác định

• Viêm màng dạ con

• U xơ tử cung

• Rối loạn chuyển hóa Porphyrin